# Hans Peter Rehm

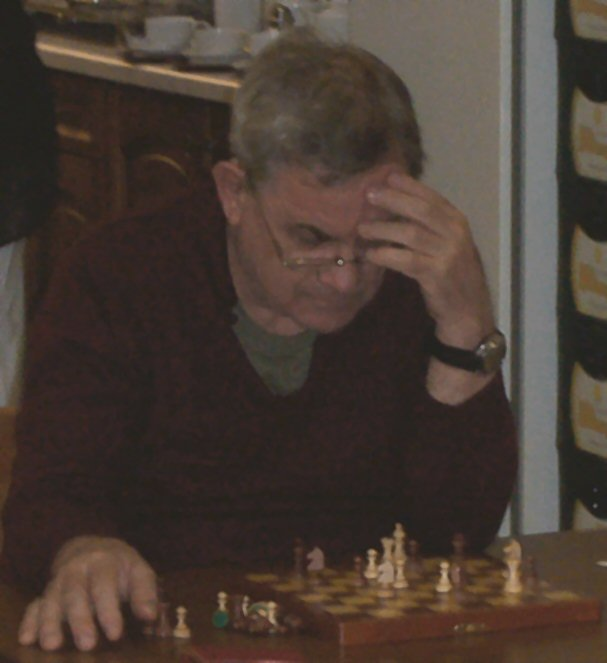
Mai 2006 in Andernach

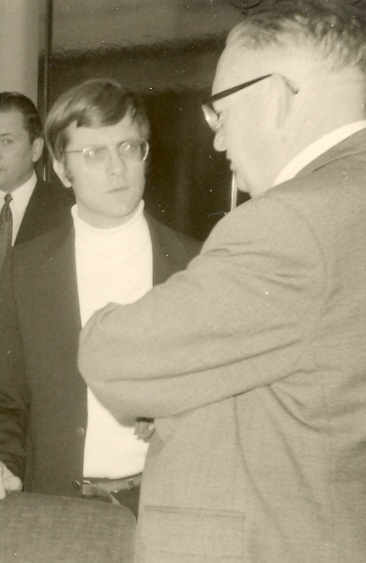
Im Gespräch mit Wilhelm Karsch (rechts)

Hans Peter Rehm (* 28. November 1942 in Geislingen an der Steige) ist ein deutscher Schachkomponist. Er ist der erste deutsche Großmeister für Schachkomposition. Der Titel wurde ihm 1984 verliehen.

## Schachkomponist
Rehm schuf viele Mehrzüger, arbeitet aber auch auf dem Gebiet des Märchenschachs. Zahlreiche Probleme von ihm wurden mit Preisen ausgezeichnet. Bereits 1957 komponierte er einen Fünfzüger, der in die FIDE-Alben aufgenommen wurde. Es erschienen noch viele weitere Aufgaben in den FIDE-Alben, weshalb ihm 1984 der Titel Großmeister für Schachkompositionen verliehen wurde.
Rehm gehört zu den heute noch aktiven Vertretern der Neudeutschen Schule (treffender: Logischen Schule) und interpretiert diese moderner, in allgemeinerer Weise als es zu ihren Blütezeiten üblich war. Oft fungiert er als Preisrichter auf Turnieren und auch für die FIDE-Alben.
|   | a | b | c | d | e | f | g | h |   |
| 8 |   |   |   |   |   |   |   |   | 8 |
| 7 |   |   |   |   |   |   |   |   | 7 |
| 6 |   |   |   |   |   |   |   |   | 6 |
| 5 |   |   |   |   |   |   |   |   | 5 |
| 4 |   |   |   |   |   |   |   |   | 4 |
| 3 |   |   |   |   |   |   |   |   | 3 |
| 2 |   |   |   |   |   |   |   |   | 2 |
| 1 |   |   |   |   |   |   |   |   | 1 |
|   | a | b | c | d | e | f | g | h |   |

Lösung:

Das Probespiel 1. Kg6? (droht zugleich Tb8 matt und Td8 matt) funktioniert nicht wegen axb1D! und der weiße Td3 ist gefesselt. Daher ist die Verteidigung axb1D! auszuschalten.
Deshalb wird der Turm der Schlagmöglichkeit des Bauern a2 unter Tempogewinn entzogen. 1. Tb8+ Kh7 2. Th8+ Kxh8 (Der Tb1 ist verschwunden) 3. Kg6 nebst 4. Td8 matt
Der Springer auf h2 wird benötigt, um den Bauern auf h6 mit Sg4 decken zu können und so das dreizügige Matt 1. Tb6 Kh7 2. Th3 nebst Txh6 zu verhindern.
Diese Aufgabe beinhaltet das Prokeš-Manöver.
|   | a | b | c | d | e | f | g | h |   |
| 8 |   |   |   |   |   |   |   |   | 8 |
| 7 |   |   |   |   |   |   |   |   | 7 |
| 6 |   |   |   |   |   |   |   |   | 6 |
| 5 |   |   |   |   |   |   |   |   | 5 |
| 4 |   |   |   |   |   |   |   |   | 4 |
| 3 |   |   |   |   |   |   |   |   | 3 |
| 2 |   |   |   |   |   |   |   |   | 2 |
| 1 |   |   |   |   |   |   |   |   | 1 |
|   | a | b | c | d | e | f | g | h |   |

Lösung:

Das Probespiel 1. c6? (Nowotny) mit den Ideen 1. … Lxc6 2. Se5+ Kf4 3. Sg6 matt und  1. … Txc6 2. Sb4+ Kf4 3. Sxd5 matt scheitert an 1. … Ta2!. Auch 1. Se5+ Kf4 2. c6 Txe5! oder 1. Sb4+ Kf4 2. c6 Lxb4! bringen keine Verbesserung. Deshalb wird diesem Nowotny ein weiterer vorgeschaltet.
1. Se7! mit den Varianten:
1. … Lxe7 2. Se5+! Kf4 3. c6! Txc6! 4. Sd3+ Ke4 5. Sb4+ Kf4 6. Sxd5 matt

1. … Txe7 2. Sb4+! Kf4 3. c6! Lxc6! 4. Sd3+ Ke4 5. Se5+ Kf4 6. Sg6 matt
Dieser Mechanismus, eine Zwickmühle zweimal einzusetzen, um zuerst eine Schwäche zu erzwingen und sie dann auszunutzen, wird seitdem Rehm-Mechanismus genannt. Als Hans Peter Rehm mit diesem Stück im Kompositionsturnier der Schwalbe den ersten Preis gewann, war er 18 Jahre alt.

## Beruf
Rehm promovierte 1970 Über den Untergruppenrelationenmodul und arbeitete bis zu seiner Pensionierung im Dezember 2007 als Privatdozent für Mathematik an der Universität Karlsruhe auf dem Gebiet der Algebra.